# Arthrocnodax fraxinellus
Arthrocnodax fraxinellus är en tvåvingeart som först beskrevs av Meade 1888.  Arthrocnodax fraxinellus ingår i släktet Arthrocnodax och familjen gallmyggor. Inga underarter finns listade i Catalogue of Life.